# In Conflict
In Conflict je čtvrté studiové album kanadského hudebníka Owena Palletta (druhé vydané pod jeho jménem). Album vyšlo v květnu 2014 u vydavatelství Domino Records ve spolupráci s Secret City Records a podílelo se na něm více hudebníků, mezi které patří například anglický ambientní hudebník Brian Eno nebo český orchestr Czech FILMharmonic Orchestra. Umístilo se na devátém místě v žebříčku Top Heatseekers časopisu Billboard. Album bylo nominováno na cenu Polaris Music Prize.

## Seznam skladeb
| Pořadí | Název                   | Autor                              | Délka |
| ------ | ----------------------- | ---------------------------------- | ----- |
| 1.     | I Am Not Afraid         | Owen Pallett                       | 4:16  |
| 2.     | In Conflict             | Pallett, Robbie Gordon, Matt Smith | 4:13  |
| 3.     | On a Path               | Pallett                            | 4:33  |
| 4.     | Song for Five & Six     | Pallett                            | 4:31  |
| 5.     | The Secret Seven        | Pallett, Gordon, Smith             | 5:16  |
| 6.     | Chorale                 | Pallett                            | 3:53  |
| 7.     | The Passions            | Pallett                            | 3:54  |
| 8.     | The Sky Behind the Flag | Pallett, Gordon, Smith             | 4:22  |
| 9.     | →, Part 1               | Pallett                            | 0:46  |
| 10.    | The Riverbed            | Pallett, Gordon, Smith             | 3:44  |
| 11.    | Infernal Fantasy        | Pallett, Gordon, Smith             | 3:22  |
| 12.    | Soldier's Rock          | Pallett, Gordon, Smith             | 4:56  |
| 13.    | →, Part 2               | Pallett                            | 1:52  |

| Bonus na speciální verzi | Bonus na speciální verzi | Bonus na speciální verzi | Bonus na speciální verzi |
| Pořadí                   | Název                    | Autor                    | Délka                    |
| ------------------------ | ------------------------ | ------------------------ | ------------------------ |
| 14.                      | Bridle & Bit             | Pallett                  | 4:28                     |

## Obsazení
- Owen Pallett – zpěv, housle, viola, klavír, syntezátory
- Matt Smith – baskytara, zpěv
- Robbie Gordon – bicí
- Brian Eno – syntezátory, kytara, zpěv
- Thomas Gill – kytara
- Stef Schneider – perkuse
- Daniela Gesundheit – zpěv
- Czech FILMharmonic Orchestra – orchestr